# الحركة الوطنية الليبية
الحركة الوطنية الليبية هي منظمة سياسية ليبية. تأسست الحركة في ديسمبر 1980 من قبل معارضي حكومة معمر القذافي. مؤسس التنظيم المحامي البعثي عمران برويس. مفتاح لملوم هو الأمين العام للحركة. سياسياً، توجه الحركة قومي يساري ذو توجه بعثي. تعمل المنظمة في المنفى، خاصة بين الليبيين في أوروبا، خلال منتصف الثمانينيات، كانت نشطة بين الطلاب في الخارج. كانت صحيفة المنظمة تسمى صوت الطليعة. تم إيقاف المجلة في وقت لاحق واستبدالها بموقع على شبكة الإنترنت.
تم تمويل المنظمة في الأصل من قبل البعثيين العراقيين. مما مكنها من إنتاج مواد دعائية عالية الجودة نسبيًا. على سبيل المثال، أصدرت شرائط صوتية، تم تهريبها إلى ليبيا، إلى جانب صوت الطليعة خلال الثمانينيات. كما قامت المنظمة ببث برامج إذاعية عبر إذاعة بغداد.
في يناير 1987، وافقت الحركة الوطنية الليبية وسبع جماعات معارضة أخرى (مثل حركة النضال الوطني الليبي ومنظمة التحرير الليبية) على تشكيل مجموعة عمل برئاسة الرائد عبد المنعم الهوني، عضو سابق في مجلس قيادة الثورة وكان يعيش في القاهرة منذ محاولة الانقلاب عام 1975.
في يوليو 2005، شاركت الحركة الوطنية في تأسيس المؤتمر الوطني للمعارضة الليبية في لندن، الذي وقع «اتفاقًا وطنيًا» مشتركًا يدعو إلى تنحية القذافي من السلطة وتشكيل حكومة انتقالية.

## روابط خارجية
- موقع الحركة الوطنية الليبية